# Liên đoàn Tinh thể học Quốc tế
Liên đoàn Tinh thể học Quốc tế hay Liên đoàn Quốc tế về Tinh thể học, viết tắt theo tiếng Anh là IUCr (International Union of Crystallography) là một tổ chức phi chính phủ - phi lợi nhuận quốc tế hoạt động trong lĩnh vực nghiên cứu Tinh thể học.
IUCr thành lập năm 1948, là thành viên liên hiệp khoa học của Hội đồng Khoa học Quốc tế (ISC), và của Hội đồng Quốc tế về Khoa học (ICSU) trước đây.

## Mục tiêu
Mục tiêu của IUCr là thúc đẩy hợp tác quốc tế trong tinh thể học và góp phần vào tất cả các khía cạnh của tinh thể học, thúc đẩy công bố quốc tế các nghiên cứu tinh thể học, tạo tiêu chuẩn hóa của phương pháp, đơn vị, danh pháp và các biểu tượng, và tạo thành một trọng tâm cho các mối quan hệ của tinh thể học với các khoa học khác.

## Tổ chức
IUCr có các ủy ban về chuyên môn, hiện là 21 
Thư ký của IUCr hiện là L. Van Meervelt,  Bỉ .

## Hoạt động
IUCr tổ chức ba năm một lần Đại hội toàn thể.
| No. | Đại hội   | Địa điểm                 | Địa điểm     |
| --- | --------- | ------------------------ | ------------ |
| 25. | IUCr 2020 | Praha                    | Cộng hòa Séc |
| 24. | IUCr 2017 | Hyderabad                | Ấn Độ        |
| 23. | IUCr 2014 | Montreal                 | Canada       |
| 22. | IUCr 2011 | Madrid                   | Tây Ban Nha  |
| 21. | IUCr 2008 | Osaka                    | Nhật Bản     |
| 20. | IUCr 2005 | Florence                 | Ý            |
| 19. | IUCr 2002 | Geneva                   | Thụy Sĩ      |
| 18. | IUCr 1999 | Glasgow                  | Anh Quốc     |
| 17. | IUCr 1996 | Seattle                  | Hoa Kỳ       |
| 16. | IUCr 1993 | Bắc Kinh                 | Trung Quốc   |
| 15. | IUCr 1990 | Bordeaux                 | Pháp         |
| 14. | IUCr 1987 | Perth                    | Úc           |
| 13. | IUCr 1984 | Hamburg                  | Đức          |
| 12. | IUCr 1981 | Ottawa                   | Canada       |
| 11. | IUCr 1978 | Warsaw                   | Ba Lan       |
| 10. | IUCr 1975 | Amsterdam                | Hà Lan       |
| 9.  | IUCr 1972 | Kyoto                    | Nhật Bản     |
| 8.  | IUCr 1969 | Stony Brook, New York    | Hoa Kỳ       |
| 7.  | IUCr 1966 | Moskva                   | Liên Xô      |
| 6.  | IUCr 1963 | Rome                     | Ý            |
| 5.  | IUCr 1960 | Cambridge                | Anh Quốc     |
| 4.  | IUCr 1957 | Montreal                 | Canada       |
| 3.  | IUCr 1954 | Paris                    | Pháp         |
| 2.  | IUCr 1951 | Stockholm                | Thụy Điển    |
| 1.  | IUCr 1948 | Cambridge, Massachusetts | Hoa Kỳ       |

## Xuất bản
IUCr đáp ứng những mục tiêu của mình bằng việc xuất tạp chí khoa học bản in và bản điện tử như: 
- Tạp chí Acta Crystallographica với 7 Section, xuất bản tại Anh quốc.[7]
- Crystallography Journals Online.
- Một loạt các khối tham chiếu trong International Tables for Crystallography.
- Phân phối các bản tin hàng quý của IUCr.
- Duy trì Cơ sở dữ liệu trực tuyến về tinh thể học.

IUCr trao Giải Ewald cho những công trình có ý nghĩa.